# TT 게임
TT 게임(TT Games)은 영국의 지주회사이자, 워너브라더스 인터렉티브 엔터테이먼트의 자회사이다. 이 회사는 트래블러스 테일스와 자이언트 인터렉티브의 합병으로 2005년 설립되었다. 자회사는 TT 퓨전, TT 오디세이, TT 애니메이션 등이 있다. TT 게임은 레고를 기반으로 한 비디오 게임으로 유명하다.

## 역사
2003년, 레고 그룹의 비디오 게임 사업부인 레고 인터랙티브는 회사의 허가된 레고 스타워즈 장난감 세트를 기반으로 레고 스타워즈 비디오 게임 개발 계획을 시작했다. 곧 레고 그룹은 비디오 게임 개발을 멈추었지만, 레고 그룹은 비디오 게임 개발을 위해 트래블러스 테일스와 계약했다. 레고 인터랙티브의 고위 경영진인 톰 스톤과 조나단 스미스는 자이언트 인터랙티브를 결성하여 레고 비디오 게임에 대한 독점 라이선스를 획득했다. 레고 스타워즈는 2005년에 출시되어 긍정적인 평가와 높은 실적을 이루었고, 트래블러스 테일스는 4월에 자이언트 인터랙티브와 계약하고 TT 게임을 설립했다.
TT 게임은 계속해서 레고 비디오 게임을 개발했고, 상당히 성공했다. 레고 스타워즈 II: 오리지널 3부작은 2006년에 영국 영화 및 텔레비전 예술 아카데미(British Academy of Film and Television Arts)의 제3회 영국 아카데미 게임 어워드(British Academy Games Awards)에서 최고의 게임 플레이 상을 포함하여 여러 상과 후보에 올랐다. 2007년에 TT 게임은 엠브리오닉 스튜디오와 모션 캡처 스튜디오를 인수하여 각각 TT 퓨전과 TT 센트로이드를 설립했다. 2007년 1월 8일 TT 게임은 워너 홈 비디오에게 인수되어 비디오 게임 부문인 워너브라더스 인터렉티브 엔터테이먼트의 일부가 되었다.
TT 게임의 소유권 80%에 해당하는 버턴의 지분에 대해 워너 홈 비디오는 2억 1000만 달러를 지불했으며, TT 게임은 2017년 2월 플레이데믹을 인수하고 2018년 1월 TT 오디세이를 오픈하면서 모바일 부문까지 확장했다.

## 자회사

### 트래블러스 테일스
트래블러스 테일스는 존 버턴과 앤디 잉그램에 의해 설립됐으며, 본사는 런던에 있다.

### TT 게임 배급사
TT 게임 배급사는 2004년에 톰 스톤과 조나단 스미스에 의해 자이언트 인터랙티브 엔터테이먼트에 설립되었다. 자이언트 인터랙티브는 이전에 레고 인터랙티브에서 처리했던 트래블러스 테일스의 레고 스타워즈 배급 업무를 완수하여 레고 비디오 게임의 독점 라이선스를 받았다. 자이언트 인터랙티브는 2005년 4월에 트래블러스 테일스에 인수되었으며, TT 게임이 설립됐다. 그 결과 자이언트 인터랙티브는 TT 게임 배급사가 되었다. TT 게임 배급사의 본사는 영국 메이든헤드에 위치한다.

### TT 퓨전
TT 퓨전은 2005년 닉 엘름스가 엠브리오닉 스튜디오로 설립했다. 엠브리오닉 스튜디오는 2007년 1월 4일 스튜디오 인수를 발표했으며, 후에 이름이 TT 퓨전으로 변경되었다. 본사는 영국 윔슬로에 위치해 있다.

### TT 애니메이션
TT 애니메이션은 TT 게임의 영화 및 TV용 애니메이션 스튜디오로 조슬린 스티븐슨이 운영한다. 스튜디오는 2013년 5월에 출시된 레고 배트맨: 영화 - DC 슈퍼 히어로 유나이티드를 제작했다.

### TT 오디세이
TT 게임은 2018년 1월 30일 영국 브라이튼에 기반을 둔 모바일 게임 개발 스튜디오인 TT 게임 브라이튼의 설립을 발표했다. 제이슨 아벤트가 책임자를 맡았으며, 2018년 3월 이름이 TT 오디세이로 변경되었다.